# Vlag van de Betuwe

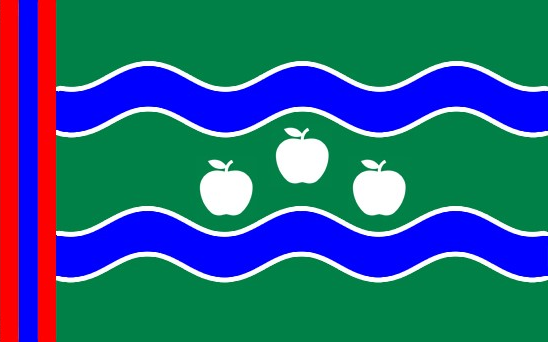
Streekvlag van de Betuwe

Dit is de streekvlag van de Gelderse streek de Betuwe.
Begin 2022 schreef de Gelderlander een ontwerpwedstrijd uit voor een Betuwse streekvlag. Als voorbeeld werd de vlag van de Achterhoek aangehaald. Net als de Achterhoek is de Betuwe geen officiële Nederlandse bestuursregio en heeft daarom geen officieel vastgestelde vlag. De Achterhoekse vlag is veelvuldig te zien in de Achterhoek en men hoopt dat met de Betuwse vlag hetzelfde zal gebeuren. Na een voorronde gingen er tien ontwerpen door naar de finale. Van de 2880 uitgebrachte stemmen in de finale gingen 668 stemmen (23%) naar het ontwerp van Andre Busser, die daarmee de wedstrijd won.
De rood/blauwe verticale banen in de vlag zijn losjes geïnspireerd op het familiewapen van De Cocq van Haeften. Het wapen van deze familie, met de rood/blauw banen is terug te vinden in verscheidene wapens van (oude) Betuwse dorpen en steden. Veel van deze dorpen zijn inmiddels opgegaan in fusiegemeentes. De rood/blauwe banen in de vlag staan dan ook symbool voor alle Betuwse dorpen en steden die voorheen zelfstandig waren maar inmiddels zijn opgegaan in fusiegemeentes. Het groene vlak met de golvende blauwe banen geeft het Betuwse rivierlandschap weer, met daarin de Nederrijn en de Waal.
De drie witte appels symboliseren de Betuwse fruitteelt en ook de drie kleinere landstreken waarin de Betuwe is onderverdeeld: de Tielerwaard, de Neder-Betuwe en de Over-Betuwe.